# (300132) 2006 VY50
(300132) 2006 VY50 es un asteroide perteneciente al cinturón de asteroides descubierto el 10 de noviembre de 2006 por el equipo del Spacewatch desde el Observatorio Nacional de Kitt Peak, Arizona, Estados Unidos.

## Designación y nombre
Designado provisionalmente como 2006 VY50.

## Características orbitales
2006 VY50 está situado a una distancia media del Sol de 3,161 ua, pudiendo alejarse hasta 3,978 ua y acercarse hasta 2,344 ua. Su excentricidad es 0,258 y la inclinación orbital 25,64 grados. Emplea 2053,24 días en completar una órbita alrededor del Sol.

## Características físicas
La magnitud absoluta de 2006 VY50 es 15,5. Tiene 4,404 km de diámetro y su albedo se estima en 0,076. 